# Andrea Mustoxidi
Andrea Mustoxidi (greco: ᾿Ανδρέας Μουστοξύδης, Andrèas Mustoxìdis; Corfù, 6 gennaio 1785 – Corfù, 3 novembre 1860) è stato un letterato e storico greco.

## Biografia
Cresciuto a Corfù, visse in Italia, laureandosi in legge a Padova nel 1805, e svolgendo una intensa attività letteraria e di ricerca a Venezia e Firenze (dove compì studi storici e fu tra l'altro in contatto con Niccolò Tommaseo), aiutando inoltre Vincenzo Monti nella sua traduzione dell'Iliade. In gioventù viaggiò in Francia, Germania e Svizzera.
Particolarmente intenso e controverso fu il rapporto con l'autore della Bassvilliana. I due intrattennero una fitta corrispondenza, e Mustoxidi, spinto dalla gentilezza del poeta che gli era riconoscente per la revisione della traduzione omerica e lo ricopriva d'affetto fino a chiamarlo "figlio", si sentì autorizzato a chiedere aiuto al Monti. Mustoxidi si trovava a Venezia, ma, nonostante il sostegno di alcuni suoi ricchi compatrioti, non godeva ancora di sicurezza economica. Domandò quindi al poeta aiuto per ottenere una cattedra universitaria che gli avrebbe garantito la posizione necessaria per sposare una ricca ereditiera corcirese.
Monti, che in quel periodo cercava di accasare la figlia Costanza, rispose offrendone la mano e introducendolo nella propria casa. Mustoxidi rimase affascinato dalla dolcezza, dalla bellezza e dalla profondità della giovane, che a sua volta si innamorò di lui, uomo di delicate maniere e notevole statura morale. Teresa Pichler, la madre di Costanza, si oppose tuttavia al matrimonio, non gradendo il partito proposto per la figlia, e convinse il marito dell'inopportunità di una simile unione. Nonostante Costanza si ribellasse a questa decisione, fu infine costretta a sposare il conte Giulio Perticari, e Mustoxidi tornò mestamente in patria.
Nell'isola natia insegnò nel liceo locale. Le Notizie per servire alla storia Corcirese dai tempi eroici al secolo XII pubblicate nel 1804 gli valsero la nomina a storiografo delle isole Ionie, carica che mantenne fino al 1819. Tornato in Italia poco prima dell'occupazione francese, fu nominato segretario del ministro plenipotenziario russo a Torino. Dopo aver supportato con articoli e scritti la Guerra d'indipendenza greca assunse nel 1828 la direzione dell'Istruzione pubblica nella Grecia liberata. Mustoxidi non nascose però le proprie tendenze filorusse e dopo l'assassinio di Giovanni Capodistria nel 1831, si ritirò nella natia Corfù. Qui nel 1849, alle prime libere elezioni, fu eletto rappresentante e quindi nominato all'unanimità Presidente del Consiglio locale, una carica che, per quanto modesta, il Mustoxidi rifiutò. Riprese invece il ruolo di storiografo e si incaricò, in seno all'Accademia Ionica, del dipartimento d'istruzione.
Fondò e diresse il noto periodico filologico Ελληνομνήμων (Ellinomnimon) nel decennio 1843-1853. Scoprì in particolare delle orazioni di Isocrate conservate nella Biblioteca Ambrosiana e nella Biblioteca Medicea Laurenziana. Collaborò con il periodico veneziano Il Gondoliere.
Intrattenne una fitta corrispondenza con molti esponenti della cultura italiana tra i quali, oltre Alessandro Manzoni e Giacomo Leopardi, Niccolò Tommaseo, al quale trasmise il testo di alcuni canti popolari neogreci, e Isabella Teotochi Albrizzi, la quale lo descrisse nei propri Ritratti.
Fu membro della Massoneria, della Società Archeologica di Firenze e dell'Accademia toscana di scienze e lettere.

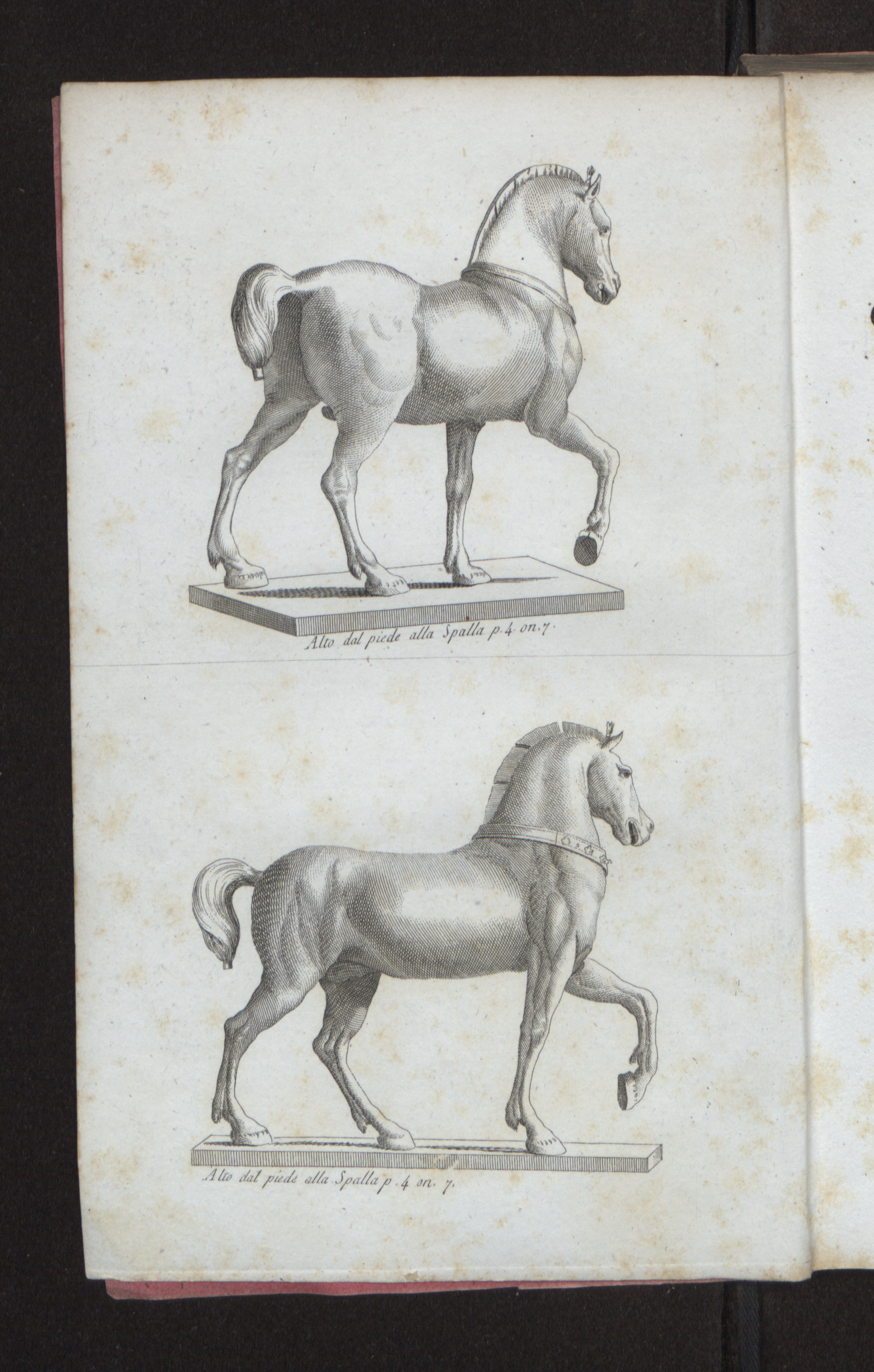
Sui quattro cavalli della Basilica di s. Marco in Venezia, 1816. Da BEIC, biblioteca digitale

## Opere
Tra le opere storiche e filologiche scritte in italiano le più importanti sono:
- i due volumi delle Illustrazioni corciresi (1811-1814),
- la raccolta delle Prose varie (1821),
- il volume Delle cose corciresi (1848).

Altre opere:
- Andrea Mustoxidi, Sui quattro cavalli della Basilica di s. Marco in Venezia, Bettoni, Nicolò, 1816.

Tradusse, sempre in italiano, l'opera di Erodoto.